# 17 Dywizja Grenadierów Pancernych SS „Götz von Berlichingen”
17 Dywizja Grenadierów Pancernych SS „Götz von Berlichingen” – dywizja grenadierów pancernych Waffen-SS, sformowana jesienią 1943 we Francji. Była użyta przeciwko aliantom w Normandii, a później broniła się w rejonie Saary. Skapitulowała 7 maja 1945 w południowych Niemczech. Przez większość okresu działalności bojowej podporządkowana była XIII Korpusowi SS 1 Armii ze składu Grupy Armii G. 
Jej patronem był XVI-wieczny rycerz niemiecki Götz von Berlichingen. Znany m.in. z bardzo zaawansowanej jak na tamte czasy żelaznej protezy ręki. Siłą rzeczy, symbolem dywizji był rysunek prawej pięści.

## Dowódcy
- SS-Standartenführer Otto Binge (październik 1943 – styczeń 1944)
- SS-Gruppenführer Werner Ostendorff (styczeń 1944 – 15 czerwca 1944)
- SS-Standartenführer Otto Binge (16 czerwca 1944 – 18 czerwca 1944)
- SS-Brigadeführer Otto Baum (18 czerwca 1944 – 1 sierpnia 1944)
- SS-Standartenführer Otto Binge (1 sierpnia 1944 – 29 sierpnia 1944)
- SS-Oberführer Eduard Deisenhofer (30 sierpnia 1944 – wrzesień 1944)
- SS-Standartenführer Thomas Müller (wrzesień 1944 – wrzesień 1944)
- SS-Standartenführer Gustav Mertsch (wrzesień 1944 – październik 1944)
- SS-Gruppenführer Werner Ostendorff (21 października 1944 – 15 listopada 1944)
- SS-Standartenführer Hans Lingner (15 listopada 1944 – 9 stycznia 1945)
- Oberst Gerhard Lindner (9 stycznia 1945 – 21 stycznia 1945)
- SS-Standartenführer Fritz Klingenberg (21 stycznia 1945 – 22 marca 1945)
- SS-Obersturmbannführer Vinzenz Kaiser (22 marca 1945 – 24 marca 1945)
- SS-Standartenführer Jacob Fick (24 marca 1945 – 27 marca 1945)
- SS-Oberführer Georg Bochmann (27 marca 1945 – 8 maja 1945)

## Skład
- 37 Pułk Grenadierów Pancernych SS
- 38 Pułk Grenadierów Pancernych SS
- 17 Pułk Artylerii SS
- 17 Batalion Przeciwlotniczy SS
- 17 Batalion Pionierów SS
- 17 Pancerny Batalion Rozpoznawczy SS
- Batalion Łączności SS
- Dowództwo 17 Dywizyjnego Oddziału Zaopatrzeniowego SS
- 17 Oddział Sanitarny SS
- 17 Pancerny Oddział Remontowy SS
- 17 Oddział Gospodarczy SS
- 17 Urząd Poczty Polowej SS
- 17 Pluton Korespondentów SS
- 17 Kompania Żandarmerii SS
- 17 Batalion Uzupełnień Polowych SS